# Adrados
Adrados er en by og kommune i det centrale Spanien i provinsen Segovia. Den har et indbyggertal på 123 (2024) indbyggere.